# M. Gordon Wolman
Markley Gordon „Reds“ Wolman (* 16. August 1924 in Baltimore; † 24. Februar 2010 ebenda) war ein US-amerikanischer Geologe und Geograph  (Geomorphologie) und Experte für Flusssysteme.
Wolman war der Sohn von Abel Wolman und studierte am Haverford College und, unterbrochen von Wehrdienst im Zweiten Weltkrieg, an der Johns Hopkins University mit dem Abschluss in Geographie 1949. Er wurde 1953 an der Harvard University in Geologie promoviert (mit einer Dissertation über den Brandwyne Creek in Pennsylvania) und war dann beim US Geological Survey. Ab 1958 lehrte er an der Johns Hopkins University, wo er 20 Jahre lang bis zu seiner Emeritierung 1990 der von ihm geschaffenen Fakultät für Geographie und Umweltingenieurswesen vorstand.
Sein Buch mit Luna Leopold und John P. Miller (Harvard) über geologische Prozesse in Flüssen war ein Standardwerk, das eine quantitative Basis für geomorphologische Prozesse bei Flüssen schuf (mit Verfahren wie dem Wolman pebble count zur Beurteilung der Flusssedimente).
Er war Mitglied der National Academy of Sciences, der American Academy of Arts and Sciences, der American Philosophical Society und der National Academy of Engineering und Präsident der Geological Society of America. 1999 erhielt er die Penrose-Medaille und 1989 die Cullum Geographical Medal der American Geographical Society. 2006 erhielt er mit Luna Leopold die Benjamin Franklin Medal in Earth and Environmental Science.

## Schriften
- mit Luna Leopold, John Miller: Fluvial Processes in Geomorphology, San Francisco: Freeman 1964, Reprint Dover 1995